# Primus Verlag
Der Primus Verlag (Eigenschreibweise: primus verlag) wurde am 1. Juli 1996 von der Wissenschaftlichen Buchgesellschaft (WBG) als Gesellschafterin in Darmstadt gegründet. Mit der Gründung des Primus-Verlags verfolgte sie das Ziel, den Vertrieb ihrer eigenen Buchproduktionen im Buchhandel auszubauen und zu verstärken. Seit der Gründung ist Wolfgang Hornstein als Geschäftsführer für den Verlag verantwortlich.

## Verlagsgeschichte
Am Anfang stand die Geschäftsidee, Publikationen der WBG, die nicht nur für eine vorwiegend im universitären Umfeld angesiedelte Zielgruppe, sondern für ein breiteres Publikum von Interesse sind, unter dem Imprint „Primus“ über den Buchhandel zu vertreiben. Der Primus Verlag sollte deshalb als Vertriebsgesellschaft fungieren und den Buchhandel tatkräftig unterstützen. Für die ersten Programme des Primus-Verlags wurden aus dem Gesamtprogramm der WBG diejenigen Titel ausgewählt, die im Buchhandel auf entsprechende Resonanz treffen und diesem gute Absatzchancen bieten würden.   
Seit 1999 ist der Verlag auch selbst verlegerisch tätig: Durch die eigene Programmarbeit konnte das Titelangebot erweitert werden. Heute besteht das Programm etwa zu gleichen Teilen aus selbständig entwickelten Buchprojekten und Titeln, die von der WBG als Buchhandels-Lizenzen übernommen werden. 2011 wurde der reprint Verlag Leipzig als Imprint übernommen. Herausgegeben werden Reprints historischer Ausgaben aus den Bereichen bibliophiler Klassiker, altes Handwerk, Kultur und Geschichte sowie nostalgischen und nützlichen Traditionsbüchern.
Programmatische Schwerpunkte setzt der Verlag im geisteswissenschaftlichen Bereich mit Büchern zu historischen, philosophischen, theologischen und gesellschaftlichen Themen, auch kunst- und architekturgeschichtliche Titel sind vertreten. Seit 2004 erscheinen bei Primus auch Bücher aus den Naturwissenschaften, vorwiegend auf dem Gebiet der Geowissenschaften und der Astronomie.

## Preise und Auszeichnungen
Einige Titel aus dem Verlagsprogramm haben bereits Preise und Auszeichnungen gewonnen:
- Lauro Martines: Die Verschwörung (Historisches Buch des Jahres 2005, Kategorie „Überblick“ im Wettbewerb der Zeitschrift Damals)
- Ute Schneider: Die Macht der Karten (Historisches Buch des Jahres 2005, Kategorie „Unterhaltung“  im Wettbewerb der Zeitschrift Damals)
- Günter Kettermann: Atlas zur Geschichte des Islam (Historisches Buch des Jahres 2002, Kategorie „Islam“ im Wettbewerb der Zeitschrift Damals)
- Das leuchtende Mittelalter (Historisches Buch des Jahres 2006, Kategorie „Ästhetik“ im Wettbewerb der Zeitschrift Damals)
- Eric Taladoire: Die Maya  (Historisches Buch des Jahres 2006, Kategorie „Ästhetik“ im Wettbewerb der Zeitschrift Damals).